# 朱濆
朱濆（1749年—1808年），福建雲霄岳坑人，為清乾隆年間一名海盗領袖。家中從事海上貿易事業，年輕時與父親常一起進行海上活動，隨後被公推為船運幫主，帶領數十艘船隻、及數個船隊活躍於廣東沿海。被當地人稱為粵盜，清廷稱其為｢江洋大盜」，自稱「镇海王」。因違反海禁政策，加上其勢力龐大，遭清廷所通緝，於1808年與清廷水師海戰中身亡。

## 生平

### 早年
早年家境富有，鄉里風評不佳，喜歡與地痞流氓結交，從小因家中產業影響，與海上武裝集團互有往來，在鄉里間名聲不良，遭鄉里民眾告發，朱濆聽聞消息後，帶著妻小逃亡海上，隨後正式成為一名海盜。

### 成為海盜後
乾隆三十七年(1772年)，此時朱濆23歲，憑藉著他的商業能力與繼承自父親的造船企業，開啟了他在海上的一番事業。他先募集了廣東地區小船商，漁夫，船工等，並且招募了濱海地區無法自立謀生的漁民，船夫。有的是遭敲詐，有些是伺機渡台的漁民。此時朱濆的勢力增加到了三、四千人，眼看人數多到清廷無法管控，清廷為此發布懸賞以求逮捕朱濆。
1803年與當時臺海沿岸著名海盜蔡牽，組成聯合海上商運船隊，共同經營台灣海峽上的貿易及海禁政策下的人口轉運生意。

### 面臨清廷三次圍剿

#### 第一次
乾隆四十五年(1780年)有次被清水軍集中優勢兵力圍擊於南澳附近海面時，朱濆面臨多於自己數倍的武裝力量，展開迂迴海戰，清軍戰船蜂擁而來，座船於礁縫間繞行通過阻礁，使清軍奈何不得。

#### 第二次
嘉慶十二年（1807年）初，朱濆本想轉投廣東澄海，然而不幸的是在黑水溝遭遇清軍。縱使有投誠之意，但礙於通訊上的障礙，導致清廷不知朱濆艦隊之意，發生衝突。
同年，聞官軍將圍剿蔡牽於台灣，朱濆自廣東駕駛船隻來台與蔡牽會合。與清廷於海上產生會戰，同年九月，將汀州鎮總兵李應貴擊斃於大膽洋，進而進犯台灣，自鹿港北上淡水，活動於雞籠港內。
然而遭南澳總兵王得祿突擊，大敗朱濆，使朱濆逃亡噶瑪蘭，朱濆與當地土番合作，開墾蘇澳港，作為根據地。後五圍頭人陳奠邦與台灣知府楊廷理通風報信，楊廷理與王得祿會師後，進攻噶瑪蘭，二次擊潰朱濆，朱濆挾十六艘小船倉惶逃跑。 

#### 第三次
嘉慶十年（1805年），朱濆被迫公開起義抗清，得到洪老四、吳維四等東南海上船隊的響應，集眾2萬多人，朱濆被公推為“鎮海王”，曾進屯台灣淡水、鳳山、噶瑪蘭等地。清政府進一步實行嚴厲打擊的海防政策，對參與起義的親屬追究問罪。朱濆為避免連累親族他人，原打算向閩地官府投誠受拒絕。嘉慶十三年（1808年）冬天，朱濆在長汕尾洋遭金門總兵許松年砲擊致死，最後由其弟朱渥率領三千人、四十二艘艦、炮八百多門於嘉慶十四年向閩浙總督方維甸投降清廷。

## 軼事

### 朱濆葬妹
朱濆打算佔有噶瑪蘭，但消息被洩密，楊廷理（當時的台灣知府）與王得祿（總兵）決定火攻朱濆，但執行計畫當天發現船隊因為朱濆先於水下設置水栓，而無法靠岸停泊，於是僵持了數天，朱濆想拉攏當時已掌握一定勢力的潘賢文，但卻被楊廷理以更好的酬勞成功說服潘賢文與之合作，後來王得祿與林永福（泉州義首）夾攻朱濆，朱濆連夜往東而逃，以北方澳為暫時據點，寫信給楊廷理表達投降意願。
當時北方澳癘疫流行，朱濆鍾愛的妹妹朱寶珠不幸感染瘴癘，朱濆不忍妹妹客死異鄉，於是以各種珠寶作為朱寶珠的陪葬品，之後朱濆戰敗，一蹶不振。之後的某日，有位擅長造屋、叫「大箍枝」的人夢見一人著古裝，要求他明日早上到北方澳修補房屋，在去北方澳的路上，他走進一條叉路，無意中發現路邊有一甕銀，上頭放置的石板傾斜了，他心想修好房屋後再回來拿也不遲，於是先取走兩枚龍銀，扶好石板後便急忙趕往北方澳，但卻沒有人找他修房屋。
他原路返回想尋找銀甕，但遍尋不著，只好回家，後來大箍枝的親友得知此事，認為是朱寶珠墳頭的石板位移，所以才託夢給大箍枝，請他去修護，兩枚龍銀就是報酬，此後再也沒有人找到北方澳的金銀財寶。

### 懸賞金額
朱濆懸賞金額為一千兩，蔡牽則是二千兩。

## 評價
- 清仁宗曾評論道：「朱濆係有名道者，劫掠多年，捻惡已久，非常尋散夥可比。」意思為朱濆作亂已久，與一般的小盜賊不同。